# درخواست سامانه

کلید درخواست سامانه بر روی صفحه کلید

درخواست سامانه (به انگلیسی: System request، SysRq) یکی از کلیدهای صفحه کلید است که توسط آی‌بی‌ام با PC/AT معرفی شده‌است. به عنوان یک کلید ویژه برای فراخوانی مستقیم عملکردهای سطح پایین سیستم عامل در نظر گرفته شده‌است و با هر نرم‌افزار موجود مغایرت دارد. کلید درخواست سامانه کلیدی بر روی ترمینال‌های بزرگ‌رایانهها که کاربر با آن می‌تواند به جای برنامهٔ کاربردی خودش با سیستم مخابراتی ارتباط بر قرار کند استفاده می‌شود اما تقریباً هیچ نرم‌افزاری از آن استفاده نمی‌کند.